# Otto Falk
Herman Otto Falk (i riksdagen kallad Falk i Karlstad), född 1 juni 1816 på Risäter i Norra Råda församling, Värmland, död 9 oktober 1889 i Karlstad, var en svensk militär och riksdagsman.
Falk var son till Herman Adolf Falk och Britta Christina Geijer född i släkten Geijer; far till Herman och Erik Falk. Han representerade Värmlands läns valkrets i Första kammaren åren 1867–1875. Falk är begravd på Nedre Ulleruds kyrkogård.